# Парламентские выборы в Сан-Марино (1978)
Досрочные парламентские выборы в Сан-Марино проходили 28 мая 1978 года. Христианско-демократическая партия осталась самой крупной партией парламента, получив 26 мест. Однако оппозиционные коммунистическая, социалистическая и объединённая социалистическая партии, набрав в сумме 31 место, сформировали парламентское большинство. Явка составила 79 %.

## Контекст
Коалиция христианских демократов с Сан-Маринской независимой демократической социалистической партией, сформированная после выборов 1974 года, распалась и в 1978 году были объявлены досрочные выборы. Независимая демократическая социалистическая партия была трансформирована в Объединённую социалистическую партию.

## Результаты
| Партия                                                     | Голоса | %    | Мест | +/-   |
| ---------------------------------------------------------- | ------ | ---- | ---- | ----- |
| Сан-Маринская христианско-демократическая партия           | 6 380  | 42,3 | 26   | +1    |
| Сан-маринская коммунистическая партия                      | 3 791  | 25,1 | 16   | +1    |
| Сан-Маринская социалистическая партия                      | 2 077  | 13,8 | 8    | 0     |
| Объединённая социалистическая партия                       | 1 678  | 11,1 | 7    | новая |
| Социалисты за реформу (Социалистическая демократия)        | 629    | 4,2  | 2    | новая |
| Комитет защиты республики                                  | 426    | 2,8  | 1    | 0     |
| Коммунистическая партия (марксистско-ленинская) Сан-Марино | 100    | 0,7  | 0    | 0     |
| Недействительных/пустых бюллетеней                         | 410    | -    | -    | -     |
| Всего                                                      | 15 491 | 100  | 60   | 0     |
| Зарегистрированных избирателей/ Явка                       | 19 615 | 79,0 | -    | -     |
| Источник: Nohlen & Stöver                                  |        |      |      |       |